# Endry Cardeño
Endry Cardeño Zuluaga (Cúcuta, 17 de mayo de 1975) es una actriz transgénero, comediante y vedette colombiana conocida por su papel en la telenovela Los Reyes, en la que interpretó a Laisa Reyes.

## Filmografía

### Televisión
| Año       | Título                | Personaje                                   | Canal              |
| --------- | --------------------- | ------------------------------------------- | ------------------ |
| 2020      | Enfermeras            | Endry (Invitada especial)                   | Canal RCN          |
| 2017      | Testosterona Pink     | Ella misma                                  | Caracol Play       |
| 2015      | La esquina del diablo | Esmeralda                                   | UniMas             |
| 2014      | Fugitivos             | Vladimir Mendoza 'Cicatriz' / Irina Mendoza | Caracol Televisión |
| 2013-2014 | El día de la suerte   |                                             | Canal RCN          |
| 2013      | La promesa            | Tania                                       | Caracol Televisión |
| 2012-2013 | Casa de reinas        | La Motilona                                 | Canal RCN          |
| 2010-2011 | Chepe Fortuna         | La Motilona                                 | Canal RCN          |
| 2005-2006 | Los Reyes             | Isabel 'Laisa' Reyes / Raúl Reyes           | Canal RCN          |

## Reality
| Año  | Título                     | Rol          | Canal     |
| ---- | -------------------------- | ------------ | --------- |
| 2021 | MasterChef Celebrity       | Participante | Canal RCN |
| 2016 | Bailando con las estrellas | Participante | Canal RCN |

### Cine
| Año  | Título                     | Personaje | Notas |
| ---- | -------------------------- | --------- | ----- |
| 2010 | Cheila, una casa pa' maita | Cheila    |       |
| 2007 | Muertos de susto           | Amparo    |       |
| 2022 | Socios por accidente       | Pilar     |       |

## Teatro
| Año  | Título                          | Personaje       | Notas               |
| ---- | ------------------------------- | --------------- | ------------------- |
| 2016 | El consultorio de las señoritas | La bruja maruja |                     |
| 2014 | La perla negra                  |                 | Teatro en Venezuela |
| 2011 | A 2.50 la Cuba libre            | La caimana      |                     |

## Premios y nominaciones

### Premios India Catalina
| Año  | Categoría                                     | Telenovela o Serie | Resultado |
| ---- | --------------------------------------------- | ------------------ | --------- |
| 2015 | Mejor actriz antagónica de telenovela o serie | Fugitivos          | Nominada  |
| 2006 | Mejor actriz o actor revelación del año       | Los Reyes          | Nominada  |

### Premios TvyNovelas
| Año  | Categoría                        | Telenovela o Serie | Resultado |
| ---- | -------------------------------- | ------------------ | --------- |
| 2015 | Mejor actriz antagónica de serie | Fugitivos          | Ganadora  |
| 2006 | Mejor actriz/actor revelación    | Los Reyes          | Nominada  |

### Premios Talento Caracol
| Año  | Categoría            | Telenovela o Serie | Resultado |
| ---- | -------------------- | ------------------ | --------- |
| 2015 | Mejor actriz villana | Fugitivos          | Ganadora  |

### Otros premios
- Festival de Cine Venezolano de Mérida a Mejor Actriz: Cheila, una casa pa' maita